# 露西尔·奥皮茨
露西尔·奥皮茨（德語：Lucille Opitz，1977年11月24日—），生于柏林，德国女子速度滑冰运动员。她曾代表德国获得2006年冬季奥运会速度滑冰比赛女子团体追逐赛金牌。